# 怀玉山
怀玉山，广义指怀玉山脉，位于中国江西省东北部，东起玉山县、德兴市与浙江省开化县交界处，西延至鄱阳湖平原。长百余千米，是信江与乐安江的分水岭。主峰玉京峰位于玉山县北境，海拔1817米，玉京峰与玉华峰、玉虚峰合称三清山。其他著名山峰如大茅山（海拔1392米）、云盖峰（海拔1538米）、玉琊峰（又名香炉峰，海拔1380.2米）等。
狭义的怀玉山以云盖峰、玉琊峰为核心，位于玉山县西北，与三清山毗邻。自南宋开始，怀玉山便成为儒学中心之一，朱熹等人均曾前来讲学，并留有《玉山讲义》等著作。1934年，方志敏在此兵败被俘。

## 延伸阅读
[在维基数据编辑]
 《欽定古今圖書集成·方輿彙編·山川典·懷玉山部》，出自陈梦雷《古今圖書集成》